# Östra Tunhems landskommun
Östra Tunhems landskommun var en tidigare kommun i dåvarande Skaraborgs län.

## Administrativ historik
Kommunen inrättades i Tunhems socken i Gudhems härad i Västergötland när 1862 års kommunalförordningar trädde i kraft. Namnet var före 1 januari 1886 Tunhems landskommun (bytet beslutat 17 april 1885).
Vid kommunreformen 1952 uppgick landskommunen i Gudhems landskommun som 1974 uppgick i Falköpings kommun.